# Sofiane Gagnon
Pour les articles homonymes, voir Gagnon.
Sofiane Gagnon, née le 12 avril 1999 à Whistler en Colombie-Britannique, est une skieuse acrobatique canadienne spécialisée dans les épreuves de bosses.

## Biographie
Sofiane Gagnon commence le ski à l'âge de deux ans, et rejoint le Whistler Blackcomb Freestyle Ski Club à l'âge de huit ans. Elle pratique d'abord le ski de bosses puis le slopestyle puis décide de poursuivre avec sa discipline favorite, ski de bosses.
À 14 ans, elle intègre l'équipe de ski de bosses de Colombie-Britannique durant deux ans, avant de rejoindre celle de l'Ontario. En 2017, elle rejoint l'équipe nationale canadienne.
Elle participe aux championnats du monde de ski acrobatique 2019 organisés en Utah, où elle se classe à la 10e place au ski de bosses simple et à la 16e place en parallèle.
Lors de l'épreuve des championnats du monde de ski acrobatique 2021 d'Almaty, elle termine cette fois à la 19e place en simple et à la 4e place en parallèle.
Gagnon est choisie pour faire partie de la délégation canadienne aux Jeux olympiques 2022 disputés à Pékin. Elle se qualifie pour la finale, durant laquelle elle accède à la finale 2, où son parcours s’arrête à la suite d'une chute durant son run. Sofiane Gagnon se classe finalement à la 12e place des JO.

## Palmarès

### Jeux olympiques
| Épreuve / Édition | Bosses |
| JO 2022 Pékin     | 12e    |